# Università degli Studi di Napoli "L'Orientale"
L'Università di Napoli "L'Orientale" (in acronimo UniOr), il cui nucleo originario risale al 1732, è la più antica università di sinologia ed orientalistica del continente europeo; il cinese mandarino, scritto e parlato, vi è stato insegnato dalla fine del 1724, mentre l'hindi e l'urdu dal 1878.

## Storia

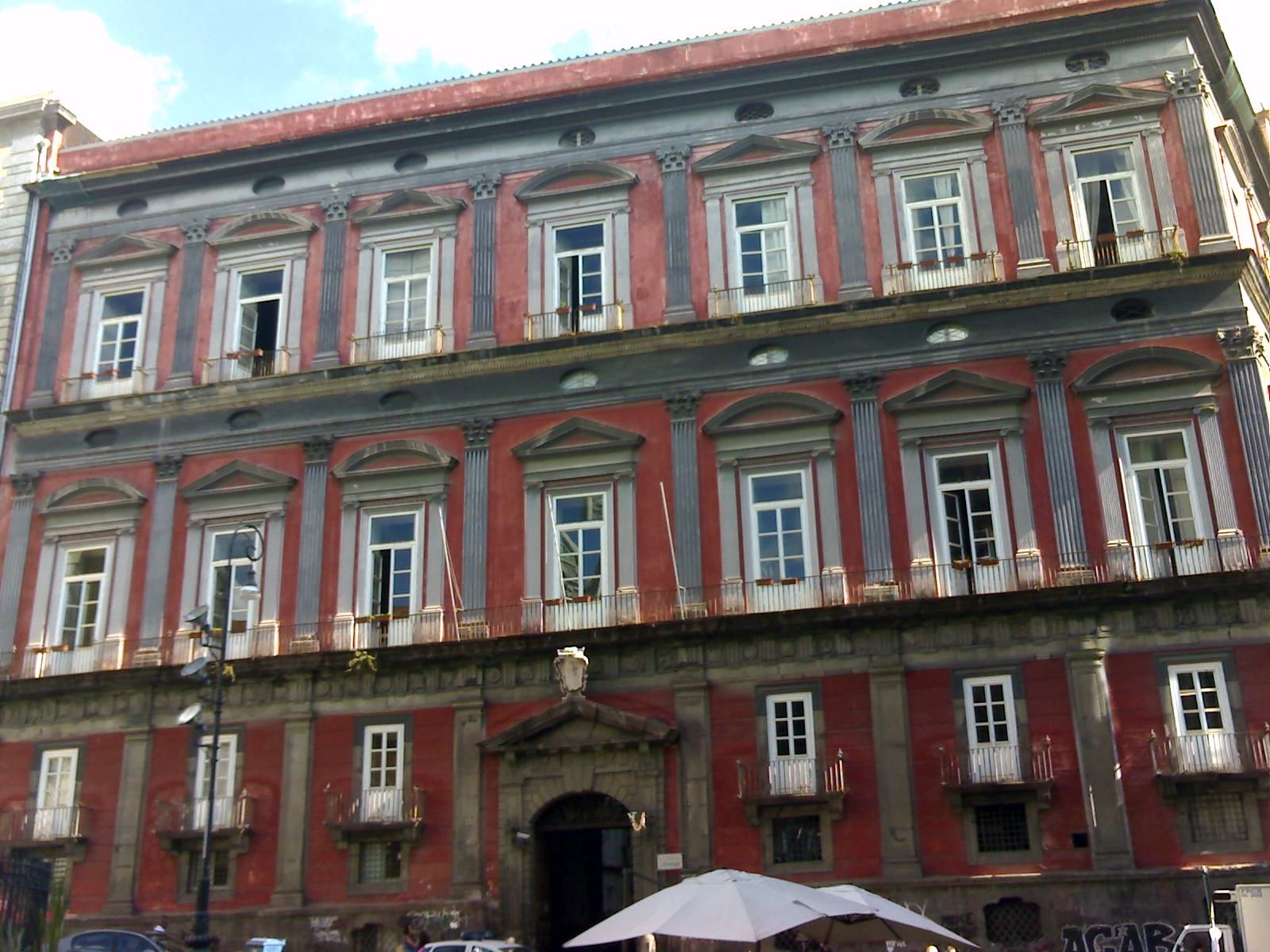
Palazzo Corigliano, sede dei Dipartimenti orientalistici e del Mediterraneo antico

Le origini dell'Università di Napoli L'Orientale risalgono al 1724, quando il missionario Matteo Ripa, di ritorno dalla propria esperienza in Cina, fondò a Napoli un centro di formazione religiosa per giovani cinesi destinati a evangelizzare il proprio paese di origine.
A seguito del riconoscimento ufficiale con breve del 7 aprile 1732 di papa Clemente XII, il centro assunse la denominazione di "Collegio dei cinesi" mentre, a partire dal 1747, furono ammessi anche i giovani dell'Impero ottomano. Il Collegio non si dedicò solamente alla formazione religiosa: attraverso il convitto svolse un ruolo importante nella formazione a pagamento di giovani laici napoletani e nella formazione di interpreti per la Compagnia di Ostenda.
A seguito del processo di unificazione d'Italia, l'istituto – rinominato "Real collegio asiatico" nel 1868 – introdusse progressivamente lo studio di ulteriori lingue quali l'arabo, l'hindi, il russo e l'urdu. Divenuto Regio istituto orientale, fu legislativamente equiparato ad università.

### Denominazioni
- 1732-1868: Collegio dei Cinesi
- 1868-1888: Real collegio asiatico
- 1888-1937: Regio istituto orientale
- 1937-1941: Regio istituto superiore orientale
- 1941-1946: Regio istituto universitario orientale
- 1946-2002: Istituto universitario orientale
- 2002-2021: Università degli Studi di Napoli "L'Orientale"
- Dal 2021: Università di Napoli "L'Orientale"

## Struttura
L'università è organizzata nei seguenti dipartimenti:
- Asia, Africa e Mediterraneo
- Scienze umane e sociali
- Studi letterari, linguistici e comparati

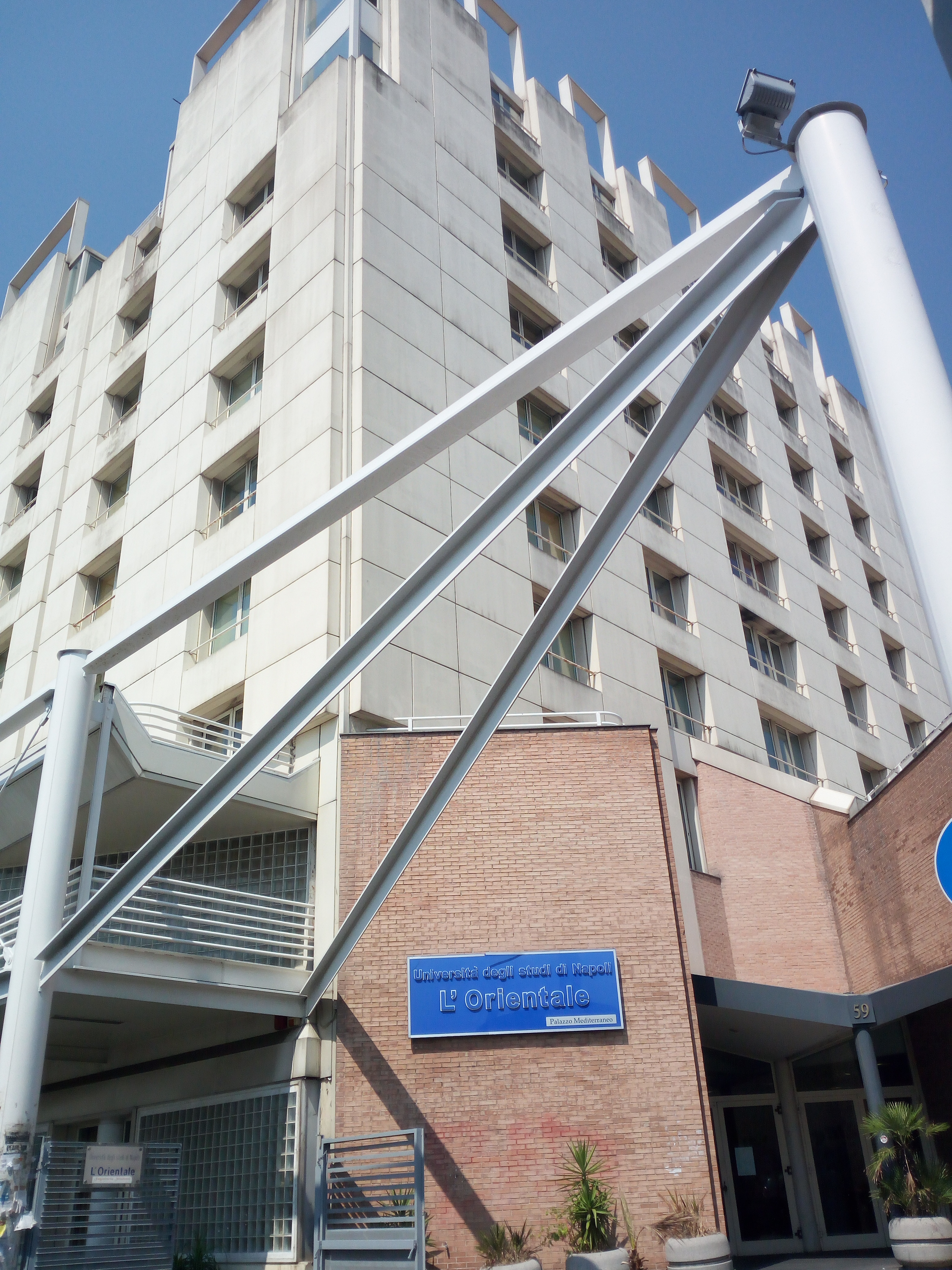
Palazzo del Mediterraneo, sede degli uffici amministrativi, presidenze e segreterie, con varie aule destinate alla didattica

Presso l'ateneo sono attive le seguenti cattedre di insegnamenti linguistici:
- Lingue africane[9]
- Lingue antiche[10]
- Lingue asiatiche[11]
- Lingue europee e americane[12]

Lo studio e la ricerca si focalizzano sugli aspetti linguistico-letterari, storico-artistici e politico-economici concernenti Africa, Americhe, Asia ed Europa. L'attività didattica è integrata da studi e scavi archeologici dislocati in Africa, Asia ed Europa.

### Edifici

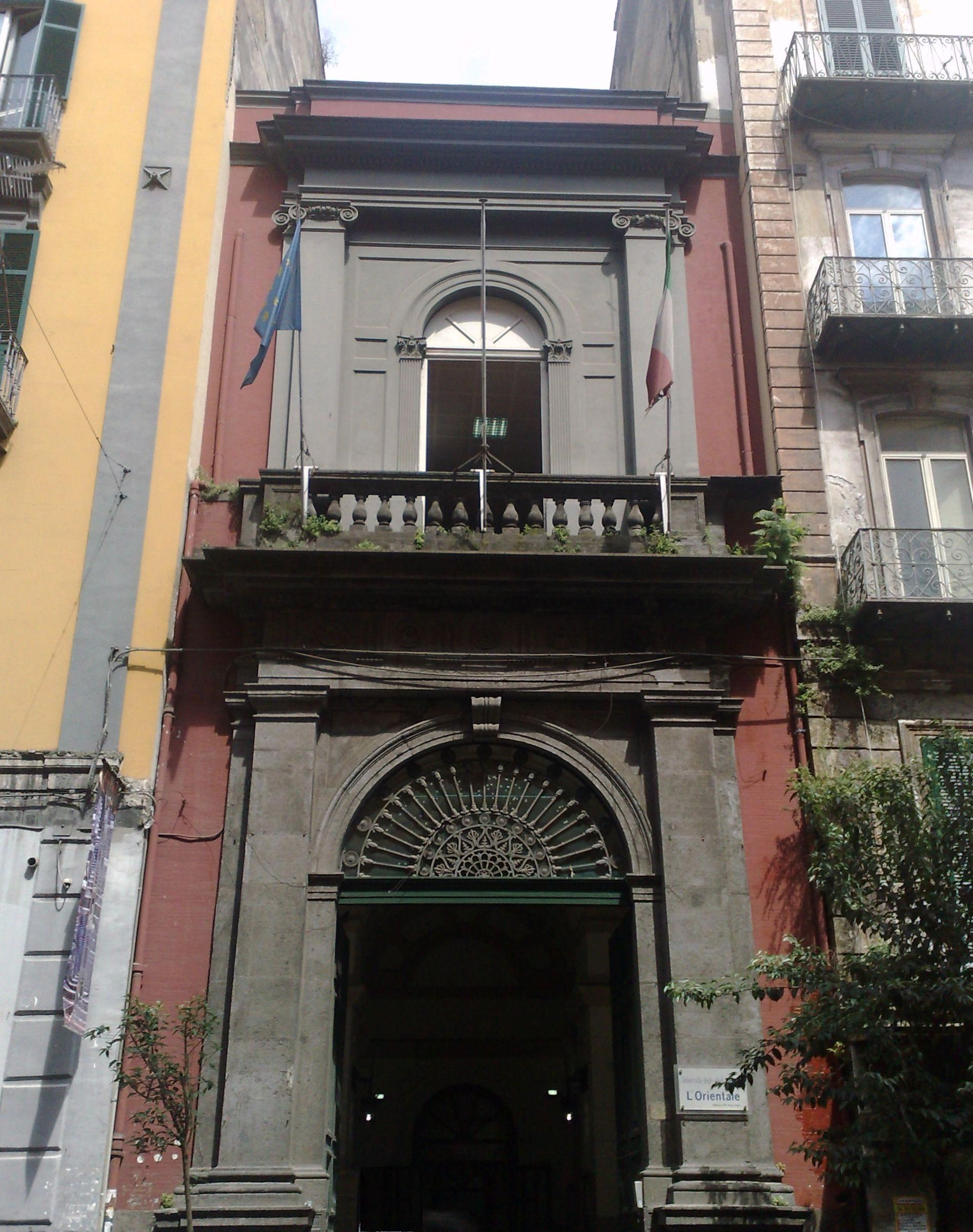
Palazzo Santa Maria Porta Coeli, sede del Dipartimento di studi letterari, linguistici e comparati

Il patrimonio architettonico dell'ente consta dei seguenti palazzi:
- Palazzo Du Mesnil, sede del rettorato
- Palazzo Giusso, sede del Dipartimento di scienze umane e sociali
- Palazzo del Mediterraneo, sede di aule, uffici amministrativi, presidenze e segreterie
- Palazzo Saluzzo di Corigliano, sede del Dipartimento Asia, Africa e Mediterraneo
- Palazzo Santa Maria Porta Coeli, sede del Dipartimento di studi letterari, linguistici e comparati

## Orientale Open Archive
L'Ateneo ha realizzato un archivio digitale pubblico denominato Orientale open archive (OPAR), in linea con la dichiarazione di Berlino sull'accesso aperto alla letteratura scientifica e definite dalla Conferenza dei rettori delle università italiane con la dichiarazione di Messina del 2004.

## Rettori
A partire dal primo rettore, che fu Matteo Ripa, alla guida dell'Università si succedettero personalità che contribuirono al suo sviluppo. Il primo rettore con il Regno delle Due Sicilie fu Mariano Santucci mentre a dirigere l'ateneo dal 1861 con il Regno d'Italia fu Giuseppe Gagliano. Elio Migliorini fu l'ultimo rettore di nomina regia e mantenne tale ruolo sino al 1947, cioè sino a dopo la proclamazione della Repubblica Italiana, avvenuta il 10 giugno 1946.
Il rettore dal 1º novembre 2020 è Roberto Tottoli, che ha preso il posto di Elda Morlicchio.